# Entchristianisierung

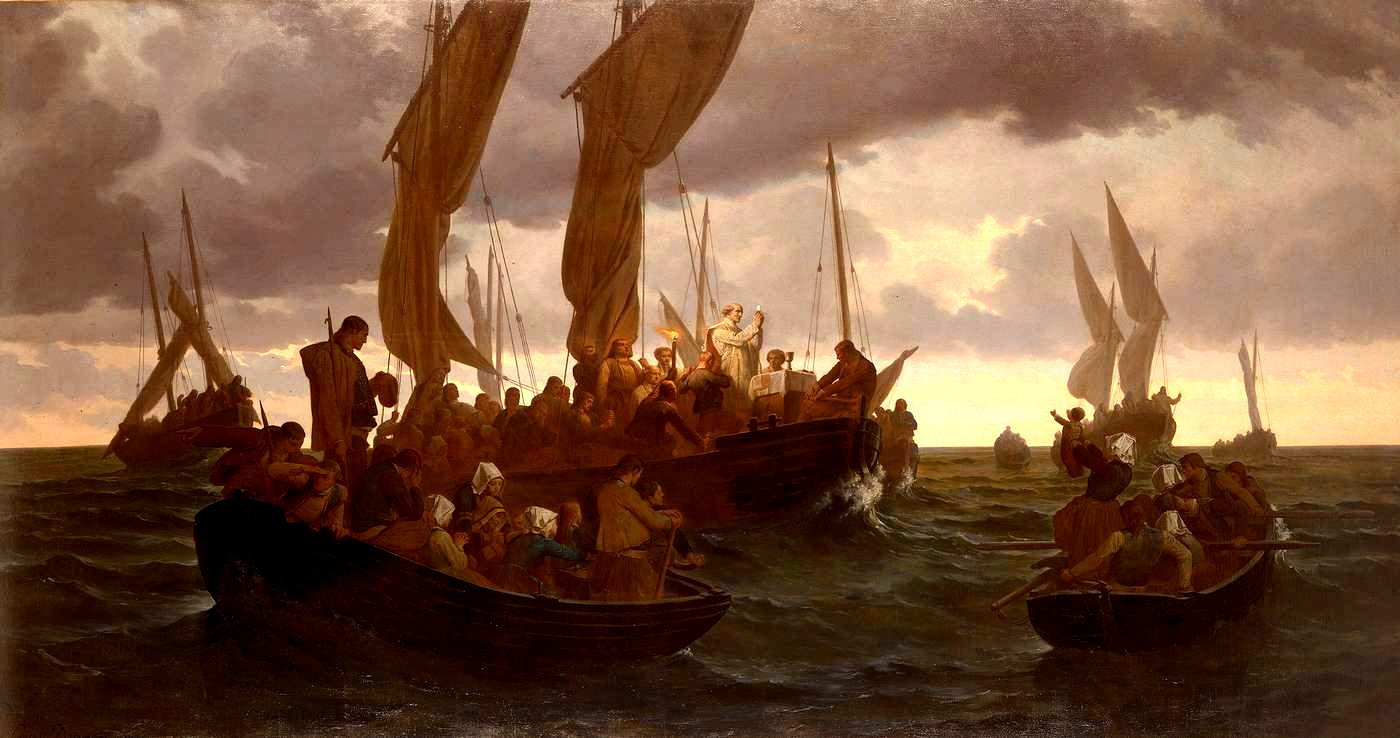
Louis Duveau: Eine Messe auf dem Meer, 1864. Darstellung einer heimlich gefeierten Heiligen Messe während der Hochphase der Entchristianisierung.

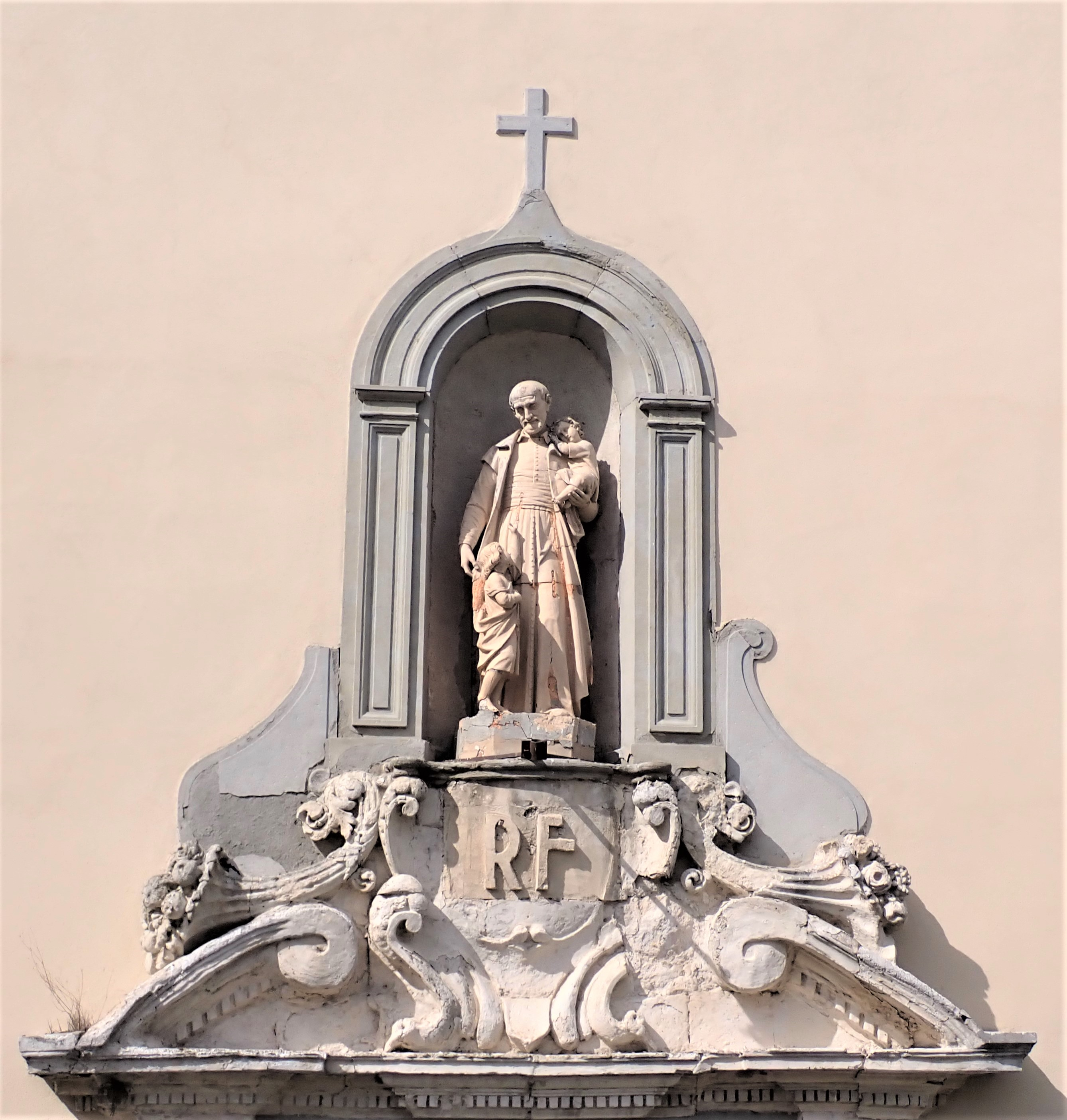
Nachträglich eingesetztes "RF", für "République française" in Portal der Kirche an der Pont Vieux, Carcassonne

Die Entchristianisierung (vom französisch Déchristianisation; auch Dechristianisierung, selten Entchristlichung) während der Französischen Revolution war ein vielschichtiger, vielfach gewaltsamer Prozess zur Verdrängung des Christentums und überhaupt aller traditionellen Bekenntnisse. Der bis dahin dominierende Katholizismus sollte durch ein Ensemble von Revolutionsfesten und Revolutionskulten ersetzt werden. Diese neuen Kultformen unterschieden die Entchristianisierung von der eigentlichen Säkularisierung, wie sie sich etwa in der Verstaatlichung von Kirchenbesitz ausdrückte. Der Begriff der Entchristianisierung wird im engeren Sinn nur auf die jakobinische Revolutionsphase von 1793 bis 1794 angewendet. Das Konkordat von 1801 zwischen Frankreich und dem Heiligen Stuhl beendete die Entchristianisierung, machte sie sogar teilweise rückgängig und legte das Verhältnis von Staat und Kirche in Frankreich bis zum Beginn des 20. Jahrhunderts fest.

## Abschaffung der Standesprivilegien

Jacques-Louis David: Der Ballhausschwur, 1791. In der Mitte verbrüdern sich ein Mönch, ein Priester und ein protestantischer Pastor.

Die Entchristianisierung entsprang sowohl glaubens- als auch gesellschaftspolitischer Kritik an den Verhältnissen des Ancien Régime. Im vorrevolutionären Frankreich entwickelte sich innerhalb des Adels und des bürgerlichen Dritten Standes eine kirchenkritische und sogar -feindliche Strömung, die – nicht gänzlich, aber wesentlich – in der wissenschaftlich begründeten Skepsis der Aufklärung gegenüber den traditionellen Bekenntnissen wurzelte. Das Eintreten für ein vernunftgeleitetes Denken und Handeln brachte ein Weltbild hervor, das, wenn es die Existenz Gottes nicht ganz verneinte, diesen als das immanente Prinzip der nach naturgesetzlichen Regeln eingerichteten und funktionierenden allgegenwärtigen Ordnung sah. Die Bandbreite intellektueller Überzeugungen reichte vom Atheismus bis zu einer rationalistischen Weltsicht. Der elliptische Leitspruch Voltaires Écrasez l’infâme („Zermalmt die Niederträchtige!“) war bereits zu seinen Lebzeiten europaweit bekannt, was in der Regel auf die Kirche als Institution bezogen wird. Einer anderen Lesart zufolge war mit l’infâme der von Voltaire oft gegeißelte Aberglaube (l’infâme superstition) gemeint.
Obwohl der katholische Klerus (zusammen mit dem Adel) vor 1789 erhebliche rechtliche und fiskalische Privilegien genoss, gab es auch ein revolutionäres Potential innerhalb der Geistlichkeit. Aufgrund der sehr verschiedenen ökonomischen Situation und der starren Kirchenordnung bestanden zwischen hohem und niederem Klerus ernsthafte Differenzen, und letzterer trug mit dem Bürgertum und dem aufklärerisch orientierten Adel, die die Kritik an den herrschenden Besitzverhältnissen teilten, in der Nationalversammlung die Anfänge der Revolution mit. Der bekannteste dieser Kleriker war Charles-Maurice de Talleyrand, der die französische Politik der nächsten Jahrzehnte entscheidend mitprägte.
Die frühen religionspolitischen Maßnahmen der Revolution zielten auf die Gleichstellung der Religionen und die Beseitigung der kirchlichen Standesprivilegien, waren aber im Kern nicht gegen den katholischen Glauben und dessen Institutionen gerichtet: In einer Nachtsitzung der Nationalversammlung am 4. und 5. August 1789 kam es zur Abschaffung des Feudalsystems, wozu auch der Kirchenzehnte zählte; das Dekret vom 2. November 1789 sollte alle kirchlichen Güter in Staatsbesitz überführen, wofür die Behörden es übernahmen, für den Unterhalt der Kirchen, die Priesterbesoldung und die kirchliche Fürsorge aufzukommen. Inzwischen war mit der Erklärung der Menschen- und Bürgerrechte am 26. August 1789, die den Begriff des Être suprême (Kult des höchsten Wesens) einführte, der Katholizismus als Staatsreligion abgeschafft worden; Artikel X der Erklärung hielt fest:

« Nul ne doit être inquiété pour ses opinions, même religieuses, pourvu que leur manifestation ne trouble pas l’ordre public établi par la loi. »

„Niemand soll wegen seiner Anschauungen, selbst religiöser Art, belangt werden, solange deren Äußerung nicht die durch das Gesetz begründete öffentliche Ordnung stört.“

## Zivilverfassung und Nationalkirche

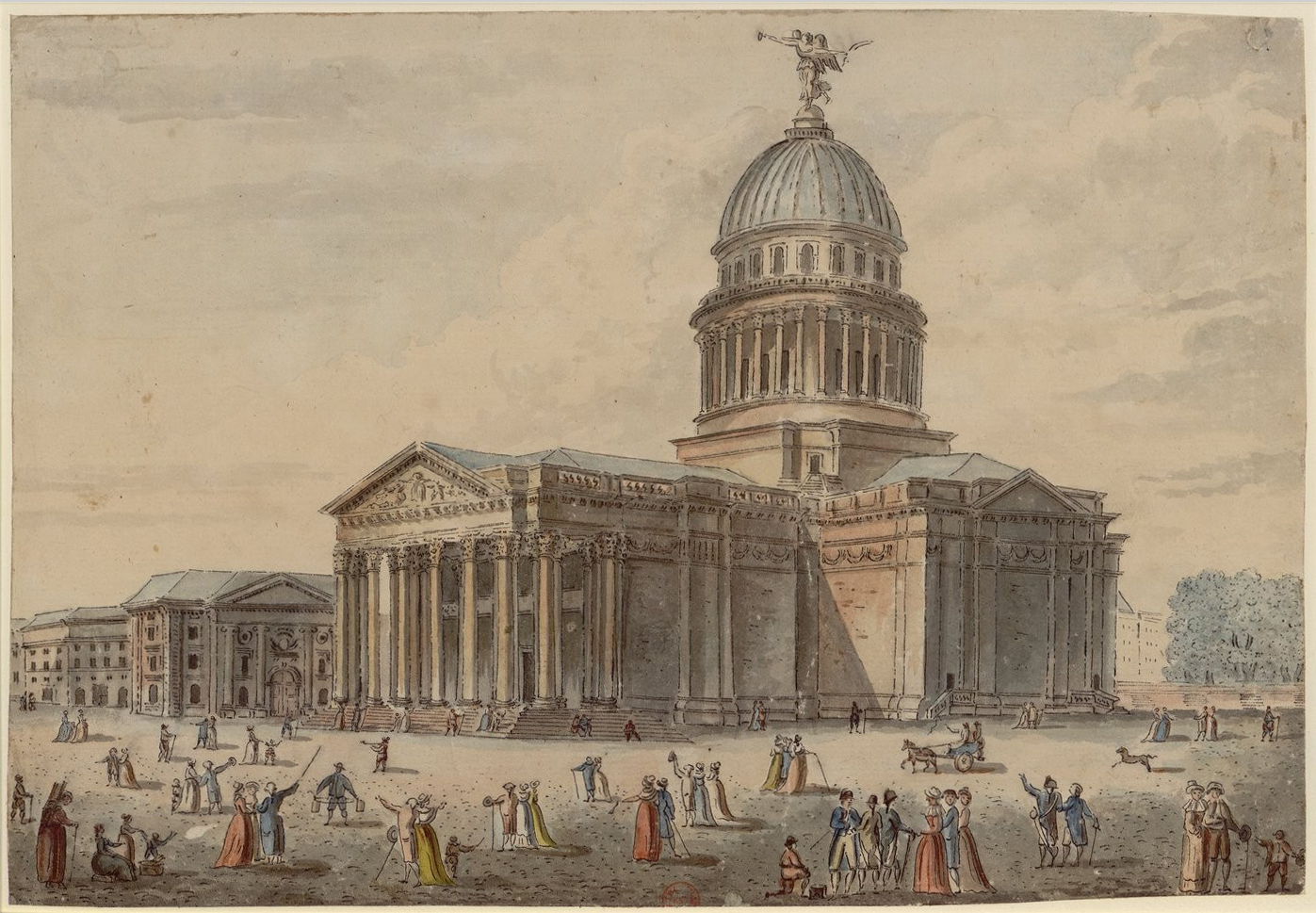
Pierre-Antoine Demachy: Ansicht des Pantheon, 1792. Auf der Kuppel der ursprünglich der hl. Genoveva, der Schutzpatronin von Paris, geweihten Kirche wurde anstelle des Kreuzes ein Genius angebracht.

Ab 1790 verschärften sich die Maßnahmen gegen die Kirche. Die Revolution hatte bereits der alten Ständeordnung und damit dem bisherigen Vorrang des Klerus als erstem Stand ein Ende gemacht; dessen Enteignung zerschlug faktisch auch seine bisherige gesellschaftliche Wirkungsmacht und legte eine Neuregelung der klerikalen Rechtsstellung nahe. Die Ordensgemeinschaften gerieten als erste kirchliche Institutionen in den Fokus der Gesetzgebung; angesichts der zentralen Rolle, die man dem Citoyen nun als Träger des Staats beimaß, wurde das Klosterleben als „ziviler Selbstmord“ kritisiert und die Nützlichkeit der nun besitzlosen Orden, die deshalb über keine Einkünfte mehr verfügten, grundsätzlich in Frage gestellt. Am 28. Oktober 1789 untersagte ein Dekret die Ablegung von Ordensgelübden, am 13. Februar 1790 verbot die Nationalversammlung die Ordensgeistlichkeit. Bestehen bleiben durften Frauenklöster, die in der Krankenpflege und im Schulwesen wirkten.
Am 12. Juni 1790 verabschiedete der Gesetzgeber als wichtigsten legislativen Akt die Zivilverfassung des Klerus, der die Geistlichen zu vom Volk gewählten und vom Staat besoldeten Beamten ihrer Pfarreien und Bistümer machte. Dem Papst wurde jede Rechtsgewalt über den französischen Klerus aberkannt, auch wenn er weiterhin dessen „sichtbares Haupt“ blieb. Nicht zuletzt mussten die Geistlichen ab dem 27. November 1790 einen Eid auf die Verfassung leisten, oder sie verloren ihr Amt. Am 5. Februar 1791 wurde den unvereidigten Geistlichen verboten, öffentlich zu predigen, und ab März begannen die Wahlen für die freigewordenen Stellen in den Bistümern und Pfarreien (nur sieben von 125 Bischöfen und rund die Hälfte aller Pfarrer hatten den Eid geleistet).
Der Aufbau einer eigenen Nationalkirche in Frankreich bewog Papst Pius VI., in zwei Schreiben vom 10./13. April 1791 nicht nur die Zivilkonstitution, sondern auch die Menschenrechte sowie die Revolution an sich zu verurteilen und die Priester dazu aufzurufen, ihre bereits geleisteten Eide zu widerrufen (was etwa 22.000 von 28.000 Pfarrern taten), widrigenfalls sie den Kirchenbann erleiden würden. Der Bruch zwischen der alten Kirche und dem revolutionären Staat war damit vollendet, die vereidigten Geistlichen formten die sogenannte Église constitutionnelle, die papsttreuen im Untergrund die Église réfractaire. Französische Truppen besetzten die päpstlichen Enklaven Avignon und Comtat Venaissin. Die Abschaffung der bisherigen kirchlichen Kompetenzen schritt weiter voran. Im August 1792 wurden die letzten Klöster aufgehoben; im September 1792 kamen die Geburts-, Trauungs- und Sterberegister unter staatliche Hoheit, die Ehescheidung wurde erlaubt; kirchliche Prozessionen und das Tragen von geistlicher Kleidung und Habit waren unter Strafe gestellt. Infolge des ausgebrochenen Koalitionskrieges verschärfte sich die öffentliche Stimmung gegen die Kirche massiv, da der Papst die europäischen Monarchen zum energischen Vorgehen gegen die Revolution aufgerufen hatte und somit im Bund mit der Konterrevolution stand. Während der Septembermorde vom 2. bis 4. September 1792 wurden auch zwei- bis dreihundert Geistliche in den Pariser Gefängnissen ermordet. Mehrere zehntausend Geistliche gingen ins Exil, rund zweitausend wurden deportiert oder inhaftiert.

## Jakobinische Entchristianisierung

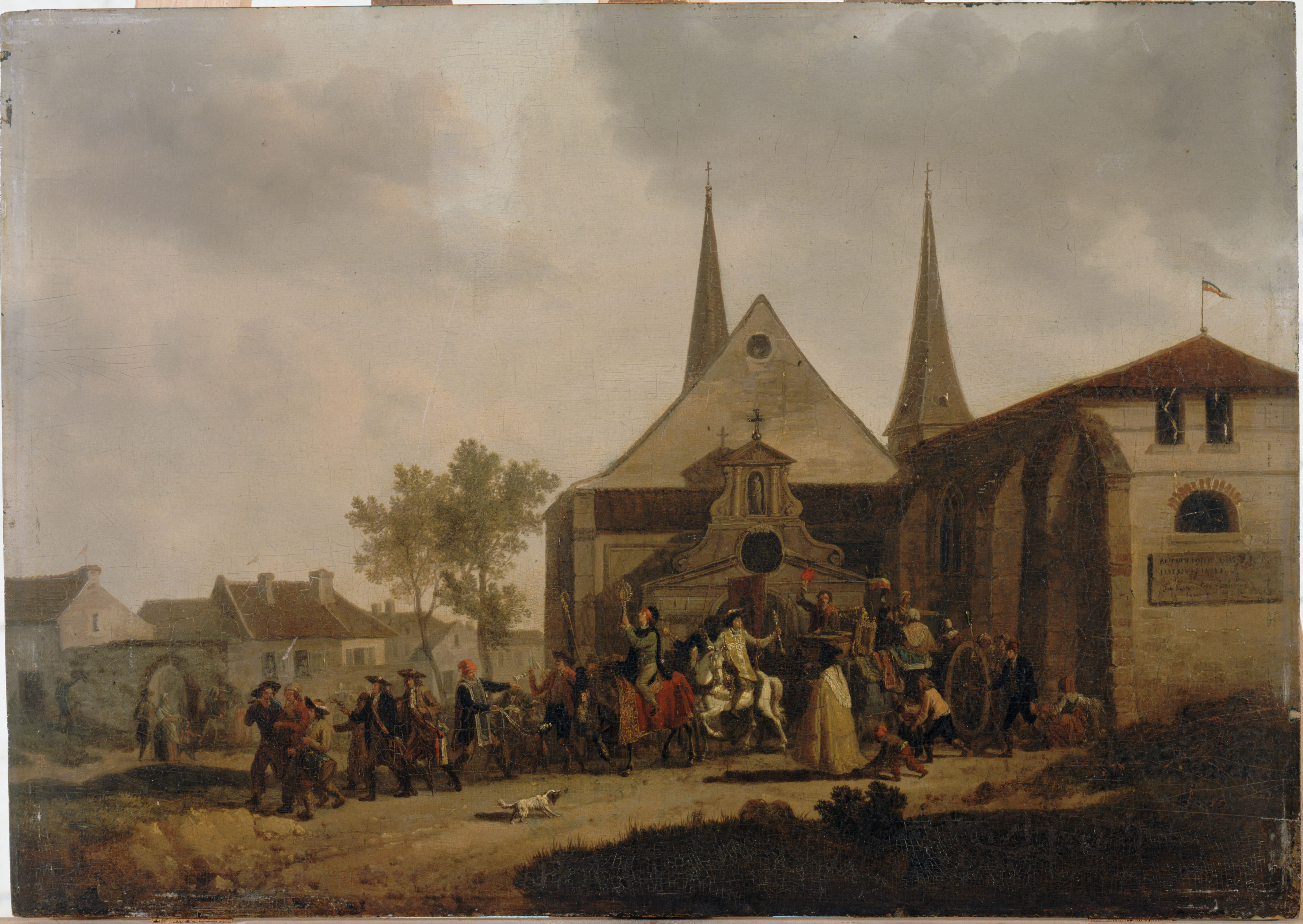
Jacques François Joseph Swebach-Desfontaines: Entweihung einer Kirche, um 1794.

Die eigentliche Entchristianisierung brachten die Jahre 1793 und 1794. Im Sommer 1793 kam es erneut zu militanten Auftritten gegen die Kirche, das Fest der Einheit und Unteilbarkeit der Republik am 10. August 1793 war das erste ohne Teilnahme des Klerus. Ab Herbst geriet die Entchristianisierung zu einer vor allem vom Kleinbürgertum getragenen Massenbewegung; sie fand ihre Anhänger zuerst in den Provinzstädten südlich von Paris und in Lyon und äußerte sich oft in karnevalsähnlichen Umzügen mit Kirchengerätschaften, Entweihungen von Kirchen, Bilderstürmen oder Zeremonien für Revolutionsmärtyrer, die Gesandte des Nationalkonvents organisierten. Die Bewegung griff schnell auf das Zentrum über, und im Oktober verbot die Gemeinde Paris die Abhaltung aller öffentlichen religiösen Zeremonien.
Der ungesteuerten Entchristianisierung stand die geistige und politische Elite skeptisch bis ablehnend gegenüber, da sich mit der Volksbewegung auch ein eigentümlicher „Transfer des Sakralen“ verband, der sich am eindrücklichsten in der volkstümlichen Verehrung der Revolutionsmärtyrer äußerte. Diesem „quasikatholischen“ Kultus wollten zwei intellektuelle Kulte entgegenwirken, die allerdings aus religiösen und politischen Gründen in Konkurrenz zueinander standen. Der atheistisch bis deistisch geprägte Kult der Vernunft, der von den radikal antiklerikalen Hébertisten getragen wurde, hatte anfangs einigen Erfolg und vermischte sich zusehends mit dem Märtyrerkult. Am 23. November 1793 verabschiedete der Nationalkonvent ein Gesetz, das alle Kirchen von Paris den Konfessionen entzog und zu „Tempeln der Vernunft“ machte und verlangte, dass an jedem Décadi (zehnten Tag) des neuen Revolutionskalenders das „Fest der Vernunft“ gefeiert werden solle. Die für die Entchristianisierung höchst bedeutsame Kalenderreform bezweckte, den ganzen bisherigen, christlich geprägten Lebensrhythmus der Menschen zu verändern. Diese Maßnahmen verbreiteten sich über staatliche und halbstaatliche Organe sowie Zeitungen wie beispielsweise den Père Duchesne von Paris aus über weite Teile Frankreichs. Orte und Straßen, deren Namen einen christlichen Gehalt hatten, wurden umbenannt. So wurde im Département Indre-et-Loire das Wort Dimanche (Sonntag) abgeschafft, aus der Stadt Saint-Tropez wurde Héraclée. Der Kult der Vernunft und der fortgesetzte Angriff auf althergebrachte Gewohnheiten stießen in der Bevölkerung auf breiten Widerstand und kollidierten schließlich wegen ihres atheistischen Gehalts mit den theistischen Glaubensüberzeugungen des Revolutionsführers Maximilien de Robespierre. Auf dessen Betreiben mahnte der Nationalkonvent schon am 6. Dezember 1793 die freie Religionsausübung an, die er aufrechtzuerhalten versprach. An den getroffenen Maßnahmen änderte sich jedoch nichts, und die Kirchen blieben zivilreligiöse Tempel. Der Status quo endete erst Ende März 1794; nach der Verfolgung und Hinrichtung der Hébertisten wurde der Kult der Vernunft unterdrückt.
Das Frühjahr und der Sommer 1794 brachten die Wende in der Entchristianisierung. Per Dekret wurde am 7. Mai 1794 der Kult des höchsten Wesens eingesetzt und als Feier in die Reihe der nationalen Feste aufgenommen. Der Eingangsartikel des Dekrets verdeutlichte den theistischen Ansatz des Kults und die Nähe zur Frömmigkeit:

« Le peuple français reconnaît l’existence de l’Etre suprême, et l’immortalité de l’âme. »

„Das französische Volk anerkennt die Existenz eines höchsten Wesens und die Unsterblichkeit der Seele.“

Am 8. Juni 1794 weihte ein Fest des höchsten Wesens in Paris den neuen Kult feierlich ein. Jedoch stießen auch diese Zivilreligion und insbesondere der Festakt auf beträchtliche Ablehnung; immerhin nahmen Teile der Provinzbevölkerung insbesondere im Südosten und Westen Frankreichs den neuen Kult auch an. Nicht überraschend führte der Nationalkonvent den Kult nach dem Sturz Robespierres am 27./28. Juli 1794 nicht mehr fort und beschloss am 18. September die Trennung von Kirche und Staat samt Aufhebung aller Unterstützungsleistungen für jedwede Geistlichkeit.

## Entwicklung bis zum Konkordat
Das Ende der revolutionären Hochphase bedeutete auch dasjenige der systematischen Unterdrückung und Behinderung der Kirche. Anfang des Jahres 1795 erhielten die Kirchen wieder einen gewissen Spielraum. Ein Gesetz vom 21. Februar 1795 erklärte, dass die Religionsausübung nicht gestört werden solle, und gestattete den allgemeinen Gottesdienst. Glockengeläut, Prozessionen und öffentliches Tragen des Kreuzes blieben aber verboten. Ein Gesetz vom 30. Mai 1795 erlaubte die Wiedereröffnung der Kirchen, falls sie nicht einer anderen Verwendung zugeführt worden waren. Ein anderes Gesetz vom 29. September 1795 verlangte von den religiösen Amtsträgern, dass sie Unterordnung und Gehorsam auf die Gesetze schworen, die Repression gegenüber den „refraktären“ Priestern („die sich nicht beeinflussen lassen“) wurde beibehalten.
Die staatliche Religionspolitik blieb während des Directoire schwankend repressiv, und vor allem die Revolutionsfeste wurden dem alten Glauben nach wie vor als Konkurrenz vorgesetzt – wenn auch mit abnehmendem Erfolg, da die abstrakte Zivilreligiosität auf die Dauer den spirituellen Bedürfnissen der Menschen nicht gerecht werden konnte. Angesichts der zunehmenden Sichtbarkeit der alten Gläubigkeit erneuerte das Gesetz vom 11. April 1796 das Verbot des Glockenläutens und der öffentlichen Versammlung zur Religionsausübung. Die amtliche Wiedereinführung des Culte décadaire (also die Feier revolutionärer Werte wie der Freiheit oder der Gleichheit an jedem Décadi) im Oktober 1795 erwies sich als wenig wirksam, er hielt sich nur bis 1800. Mehrere Versuche, neue intellektuelle Kulte zu schaffen, blieben bloße Vorschläge, lediglich die dem Deismus verpflichtete Theophilanthropie erlangte einige Verbreitung.
Zwar kam es nach 1795 immer noch zu Verhaftungen und Deportationen von Priestern, aber die emigrierte Geistlichkeit begann gleichwohl zurückzukehren, und 1797 konnte sich die katholische Kirche neu konstituieren. Ihre Lage verschärfte sich allerdings ab 1798 nochmals, als es zum Krieg Frankreichs mit dem Kirchenstaat kam, an dessen Stelle eine kurzlebige französische Tochterrepublik, die erste Repubblica Romana der Neuzeit, gesetzt wurde. Papst Pius VI. starb in französischer Gefangenschaft.

## Konkordat von 1801

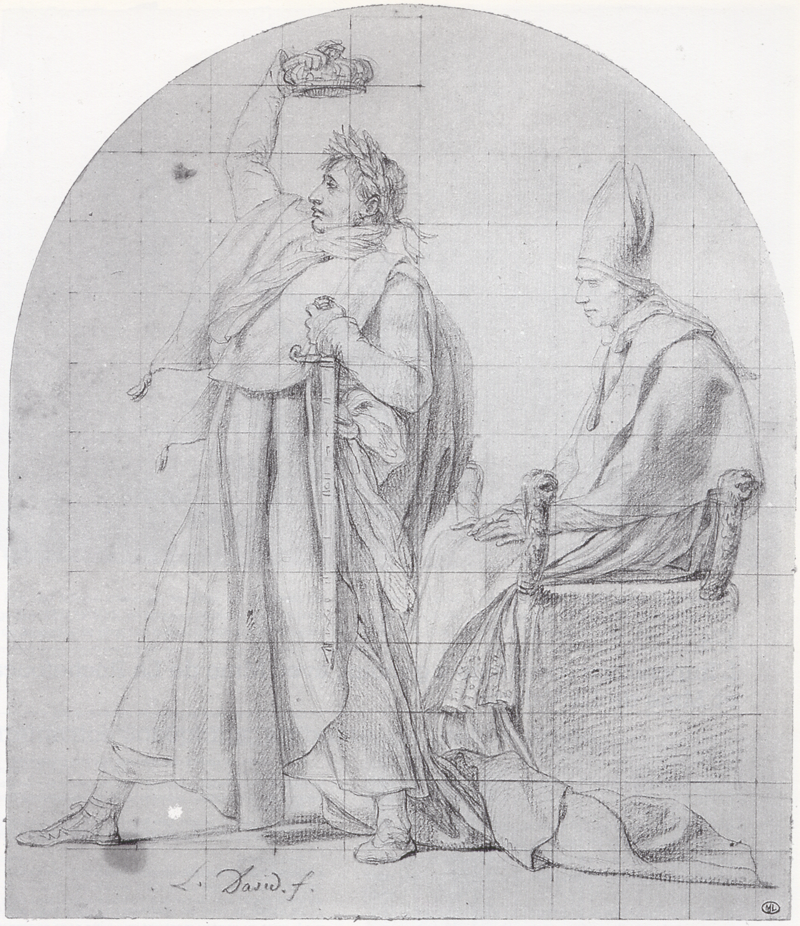
Jacques-Louis David: Kaiser Napoléon krönt sich selbst. 1807/08.

Der neue Papst Pius VII. schloss nach mehrmonatigen Verhandlungen schließlich mit Napoleon Bonaparte am 15. Juli 1801 ein Konkordat, das den Fortbestand des Kirchenstaates sicherte, wofür er im Gegenzug die staatliche Kirchenordnung Frankreichs guthieß. In der Präambel wurde der katholische Glaube als der „der großen Mehrheit der französischen Bürger“ bezeichnet, ohne dass von einer „Staatsreligion“ die Rede war. Das Konkordat anerkannte die Pluralität der religiösen Bekenntnisse, die Freiheit der Kultausübung und die Republik als solche.
Die neuen Machtverhältnisse wurden in der Kaiserkrönung Napoleons I. 1804 gefestigt; der Herrscher wurde nicht wie früher von der Kirche (in diesem Fall: vom Papst) eingesetzt, sondern krönte sich selbst.
Auch nach Napoleons Sturz 1814/15 blieb das Konkordat die Grundlage für die französische Religionspolitik bis zum Gesetz über die Trennung von Kirche und Staat vom 9. Dezember 1905, aufgrund dessen sich Frankreich seither als République laïque (laizistische Republik) definiert. Bei der zwischenzeitlich 1849 von radikaldemokratischen Revolutionären ausgerufenen zweiten Römischen Republik der Neuzeit im Kirchenstaat bildete Frankreich die Schutzmacht des Papstes und schlug diese Republik zusammen mit spanischen Truppen bereits nach knapp fünfmonatigem Bestehen wieder nieder.